# Henrik Keyser
Ej att förväxla med dennes son, Henrik Keyser (1640-1699), eller sonson, Henrik Keyser (1672-1707).

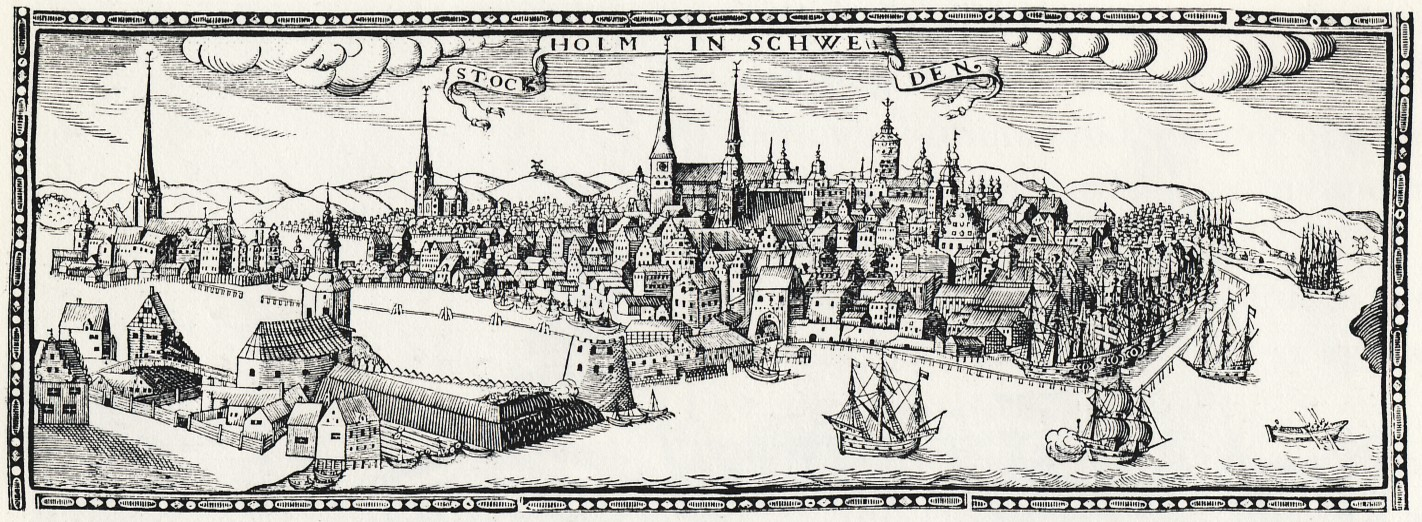
Panorama över Stockholm från Mosebacke; träsnitt av Henrik Keyser 1637

Henrik Keyser (även Hindrick Keyser, Heinrich Keyser), död 1663, var en boktryckare verksam i Stockholm.
Henrik Keyser grundade sin bokförläggarverksamhet år 1633, och den kom att bli den största i 1600-talets Sverige. 
Keyser hade tryckeri, bostad och trädgård intill nuvarande Högbergsgatan i kvarteret Pelarbacken Mindre på Södermalm. Hindrick Keysers gårdh omtalas 1656. Efter Henrik Keysers död tog hans änka över verksamheten fram till att sonen Henrik Keyser den yngre år 1670 blev gammal nog att sköta den. Tryckeriet förstördes delvis vid Katarinabranden 1723 men byggdes upp igen.
Troligen är kvarteret Kejsaren på Södermalm uppkallat efter honom.

## Utgivning (urval)
- Superintendent Prytz predikningar vid invigningen av Göteborgs domkyrka 1633, utgivna av Keyser 1634.